# Megalomyrmex
Megalomyrmex – rodzaj mrówek z podrodziny Myrmicinae. 
Mrówki te mają gładki, pozbawiony silnej rzeźby czy matowych okolic oskórek. Dwunastoczłonowe czułki kończą się u nich trójczłonową buławką. Nadustek jest zwykle wypukły i pozbawiony żeberek. Promesonotum jest równomiernie łukowate i pozbawione bruzdy. Pozatułów albo jest gładko zakrzywiony między grzbietową i tylną powierzchnią albo ma tam tępe guzki o szerokiej podstawie. Brak na pozatułowiu kolców. Golenie odnóży tylnej pary mają proste ostrogi.
Rodzaj neotropikalny, rozsiedlony od południowego Meksyku po północną Argentynę. Przedstawiciele nie należą do często spotykanych. Zamieszkują suche jak i wilgotne lasy. Tworzą rozproszone gniazda w glebie, drobne gniazda w martwym drewnie lub też są pasożytami społecznymi bądź drapieżnikami mrówek z plemienia Attini.
Należą tu 44 opisane gatunki:

- Megalomyrmex acauna Brandão, 1990
- Megalomyrmex adamsae Longino, 2010
- Megalomyrmex ayri Brandão, 1990
- Megalomyrmex balzani Emery, 1894
- Megalomyrmex bidentatus Fernández & Baena, 1997
- Megalomyrmex bituberculatus (Fabricius, 1798)
- Megalomyrmex brandaoi Boudinot, Sumnicht & Adams, 2013
- Megalomyrmex caete Brandão, 1990
- Megalomyrmex cuatiara Brandão, 1990
- Megalomyrmex cupecuara Brandão, 1990
- Megalomyrmex cyendyra Brandão, 1990
- Megalomyrmex drifti Kempf, 1961
- Megalomyrmex emeryi Forel, 1904
- Megalomyrmex foreli Emery, 1890
- Megalomyrmex fungiraptor Boudinot, Sumnicht & Adams, 2013
- Megalomyrmex glaesarius Kempf, 1970
- Megalomyrmex gnomus Kempf, 1970
- Megalomyrmex goeldii Forel, 1912
- Megalomyrmex iheringi Forel, 1911
- Megalomyrmex incisus Smith, 1947
- Megalomyrmex leoninus Forel, 1885
- Megalomyrmex longinoi Boudinot, Sumnicht & Adams, 2013
- Megalomyrmex megadrifti Boudinot, Sumnicht & Adams, 2013
- Megalomyrmex milenae Boudinot, Sumnicht & Adams, 2013
- Megalomyrmex miri Brandão, 1990
- Megalomyrmex modestus Emery, 1896
- Megalomyrmex mondabora Brandão, 1990
- Megalomyrmex mondaboroides Longino, 2010
- Megalomyrmex myops Santschi, 1925
- Megalomyrmex nocarina Longino, 2010
- Megalomyrmex osadrifti Boudinot, Sumnicht & Adams, 2013
- Megalomyrmex pacova Brandão, 1990
- Megalomyrmex piriana Brandão, 1990
- Megalomyrmex poatan Brandão, 1990
- Megalomyrmex pusillus Forel, 1912
- Megalomyrmex reina Longino, 2010
- Megalomyrmex silvestrii Wheeler, 1909
- Megalomyrmex staudingeri Emery, 1890
- Megalomyrmex symmetochus Wheeler, 1925
- Megalomyrmex tasyba Brandão, 1990
- Megalomyrmex timbira Brandão, 1990
- Megalomyrmex wallacei Mann, 1916
- Megalomyrmex wettereri Brandão, 2003
- Megalomyrmex weyrauchi Kempf, 1970